# Arna Mer-Khamis
Arna Mer-Khamis (20 tháng 3 năm 1929 – 15 tháng 2 năm 1995) là một nhà hoạt động chính trị và nhân quyền người Israel. Bà sinh năm 1929 ở Rosh Pinna, một thành phố nhỏ ở vùng Galilea Thượng.
Bà đã chiến đấu trong lực lượng Palmach và Lực lượng quốc phòng Israel (Israel Defense Forces) trong cuộc Chiến tranh Ả Rập-Israel 1948.
Bà kết hôn với Saliba Kextra
hamis, một đảng viên lỗi lạc của Đảng Cộng sản Israel, và đổi tên thành Arna Mer-Khamis. Trong thời Intifada lần thứ nhất, bà đã thành lập tổ chức "In the Defence of Children under Occupation/Care and Learning", là thành phần của một dự án hỗ trợ việc giáo dục trẻ em Palestine ở Bờ Tây, và sau đó thành lập Nhà hát Tự do (Freedom Theatre) ở trại tỵ nạn Jenin.
Người con trai của bà - Juliano Mer Khamis- đã đạo diễn một phim tài liệu Arna's Children (Những người con của Arna) về việc làm của bà với Nhà hát Tự do. Phim này đã đoạt giải "Phim Tài liệu hay nhất" trong Liên hoan phim Tribeca 2004.
Năm 1993, bà đoạt Giải thưởng Right Livelihood "cho sự say mê dấn thân vào việc bảo vệ và giáo dục các trẻ em Palestine".